# Prințesa Caroline Reuss de Greiz
Prințesa Caroline Reuss de Greiz (Caroline Elisabeth Ida; 13 iulie 1884 – 17 ianuarie 1905) a fost prima soție a lui Wilhelm Ernest, Mare Duce de Saxa-Weimar-Eisenach.

## Biografie

### Primii ani
Caroline a fost fiica Prințului Heinrich XXII și a soției acestuia, Prințesa Ida de Schaumburg-Lippe, fiica lui Adolf I, Prinț de Schaumburg-Lippe. Mama ei a murit în 1891 și tatăl ei în 1902. A avut un singur frate care a atins vârsta adultă dar care era incapabil de guvernare din cauza unei boli fizice și mentale cauzată de un accident în copilărie. După moartea tatălui ei, puterea a trecut vărului ei. Sora ei mai mică a fost Hermine Reuss, care mai târziu s-a căsătorit cu fostul împărat Wilhelm al II-lea al Germaniei ca a doua lui soție.  

### Căsătorie

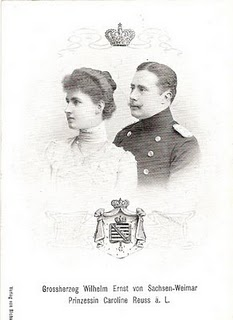
Caroline și soțul ei.

Logodna dintre Prințesa Caroline și Wilhelm Ernst, Mare Duce de Saxa-Weimar-Eisenach din 1901, a fost anunțată la 10 decembrie 1902. La 30 aprilie 1903, la Castelul Buckeburg (casa unchiului ei), a avut loc căsătoria. Caroline a fost împotriva acestei căsătorii; până în ultima secundă ea a încercat să dea înapoi și a fost convinsă aproape cu forța de împăratul Wilhelm al II-lea și împărăteasa Augusta Viktoria. Caroline a purtat o rochie albă de satin împodobită cu dantele; verii ei, Prințul George de Schaumburg-Lippe și Prințul Henry XIV de Reuss, ca și mama lui Wilhelm Ernest, Prințesa Pauline de Saxa-Weimar-Eisenach, au participat la nuntă. De asemenea, au participat verișoara lui, regina Wilhelmina, și soțul ei, Prințul Hendrik.
Mariajul a fost unul nefericit, Caroline găsind rigida etichetă de la curtea Weimar ca fiind intolerabilă. În general, curtea era considerată a fi una dintre cele mai sufocante din Germania.
Caroline a cauzat un scandal refugiindu-se în Elveția; soțul ei a urmat-o curând, făcând înțeles că ea nu a fugit din această căsătorie ci a încercat pur și simplu să se îndepărteze de anturajul ei de la Weimar. În cele din urmă s-a întors însă sănătatea ei a fost afectată și a căzut în melancolie. A murit după optsprezece luni de căsătorie, la 17 ianuarie 1905, în circumstanțe misterioase. Cauza oficială a decesului a fost pneumonia; alte surse sugerează suicidul. Cuplul nu a avut copii. Ea a fost ultimul membru al Casei de Saxa-Weimar care a fost înmormântat la Weimar Fürstengruft, cripta familiei regale. Mai târziu Wilhelm Ernest s-a căsătorit cu Prințesa Feodora de Saxa-Meiningen și a avut copii.